# Simon Hodgkinson
Pour les articles homonymes, voir Hodgkinson.
Pas d'image ? Cliquez ici

a Compétitions nationales et continentales officielles uniquement.

b Matchs officiels uniquement.
Dernière mise à jour le 14 novembre 2021.
Simon David Hodgkinson, né le 15 décembre 1962 à Thornbury (Angleterre), est un joueur de rugby à XV, qui a joué avec l'équipe d'Angleterre, évoluant au poste d'arrière. 

## Carrière
Il dispute son premier test match le 13 mai 1989, à l’occasion d’un match contre l'équipe de Roumanie et le dernier contre l'équipe des États-Unis, le 11 octobre 1991, dans le cadre de la coupe du monde de rugby. Il participe à deux victoires de l'équipe d'Angleterre contre la France au cours du Tournoi des cinq nations, en 1990 (26-7 au Parc des Princes) et 1991 (21-19 à Twickenham). Hodgkinson est codétenteur du record de pénalités réussies pendant un match du tournoi des cinq nations (avec 7 en 1991 contre le Pays de Galles).

## Palmarès
- Grand Chelem en rugby de l'Angleterre en 1991

## Statistiques en équipe nationale
- 14 sélections (+ 1 non officielle) avec l'équipe d'Angleterre
- 203 points (1 essai, 35 transformations, 43 pénalités)
- Sélections par année : 2 en 1989, 7 en 1990, 5 en 1991
- Tournois des Cinq Nations disputés : 1990, 1991